# Редвуд (Њујорк)
Редвуд (енгл. Redwood) насељено је место без административног статуса у америчкој савезној држави Њујорк.

## Демографија
По попису из 2010. године број становника је 605, што је 21 (3,6%) становника више него 2000. године.
| Група             | 2000.       | 2010.       |
| Белци             | 576 (98,6%) | 582 (96,2%) |
| Афроамериканци    | 4 (0,7%)    | 3 (0,5%)    |
| Азијати           | 0 (0,0%)    | 1 (0,2%)    |
| Хиспаноамериканци | 0 (0,0%)    | 12 (2,0%)   |
| Укупно            | 584         | 605         |